# Por el resto
«Por el resto» es una canción interpretada por la banda argentina de rock Enanitos Verdes, la canción fue compuesta por Felipe Staiti y Marciano Cantero e incluida en su tercer álbum de estudio titulado Habitaciones extrañas. Fue lanzada en el año de 1988 a través de la discográfica CBS, Columbia, Sony Music.

## Historia
Esta canción fue lanzado como el segundo sencillo del mismo álbum y el cuarto en general de toda su discográfica, además de que está incluida en sus álbumes en vivo Tracción acústica de 1998, En vivo de 2004, Live at House of Blues, Sunset Strip de 2011Huevos revueltos de 2018.

## Listas
| Listas                                     | Posición |
| ------------------------------------------ | -------- |
| Argentina (Top 50 Charts)                  | 27       |
| Estados Unidos Billboard Hot Latin Tracks  | 79       |
| Estados Unidos Billboard Latin Pop Airplay | 18       |